# Carlo Collodi
Collodi (pseudoniem van Carlo Lorenzini, Florence 24 november 1826 – Florence 26 oktober 1890) was een Italiaans journalist en schrijver. Hij ontleende zijn schrijversnaam aan het dorp Collodi, in de provincie Pistoia, waar zijn moeder was geboren.
Hoewel hij verschillende werken op zijn naam heeft staan, is hij vooral bekend gebleven als schrijver van Pinokkio (Pinocchio).
Politiek bevlogen als hij was, stichtte hij in 1848 een satirisch blad (Il Lampione), dat in 1849 door de groothertog van Toscane werd verboden, maar in 1860 weer op de markt verscheen.
Lorenzini maakte in 1856 naam met Un romanzo in vapore. Da Firenze a Livorno. Guida storico-umoristica (1856) over de nieuwe spoorweg tussen beide plaatsen en hield zich ook volop bezig met verschillende politieke nieuwsbladen zoals Il Fanfulla. Tegelijkertijd had hij zitting in de censuurcommissie voor het theater.
In deze periode schreef hij satirische en humoristische sketches en verhalenbundels, zoals Macchiette (1880), Occhi e nasi (1881) en Storie allegre (1887).
In 1875 vertaalde hij in opdracht van het ministerie van onderwijs de sprookjes van Charles Perrault. Bedoeling was het gebruik van de Italiaanse eenheidstaal te bevorderen.  Door de goede kritieken begon hij zelf kinderboeken te schrijven. Hij had daarbij een voorkeur voor deugnieten, waarmee hij sterk afweek van de gebruikelijke brave kinderlectuur uit die tijd. Kinderen waren gefascineerd door de wonderlijke avonturen, maar door de satirische en allegorische elementen in zijn werken spraken zij ook volwassenen aan.
In 1880 begon hij aan 'Storia di un burattino' ("Het verhaal van een marionet"), dat in wekelijkse afleveringen werd gepubliceerd in het kinderblad Il Giornale dei Bambini en dit werd het verhaal van Pinokkio.
Collodi ligt begraven op de begraafplaats van Porte Sante in Florence.
- Bibsys: 90053128
- Biblioteca Nacional de Chile: 000040705
- Biblioteca Nacional de España: XX866915
- Bibliothèque nationale de France: cb118973660 (data)
- Catàleg d'autoritats de noms i títols de Catalunya: 981058523408506706
- Digitale Bibliotheek voor de Nederlandse Letteren: coll041
- Gemeinsame Normdatei: 118669788
- International Standard Name Identifier: 0000 0001 2124 3974
- Library of Congress Control Number: n79063096
- Nationale Bibliotheek van Letland: 000016696
- MusicBrainz: 6f31fa98-addc-486b-b666-d08951cbaac5
- Bibliotheek van het Japanse parlement: 00436397
- Nationale Bibliotheek van Tsjechië: js20020805877
- Nationale bibliotheek van Australië: 36322238
- Nationale Bibliotheek van Israël: 987007280418805171
- Nationale Bibliotheek van Polen: a0000001182127
- Nationale en Universitaire bibliotheek Zagreb: 000043893
- Nederlandse Thesaurus van Auteursnamen: 068873409
- RKD-Nederlands Instituut voor Kunstgeschiedenis: 306609
- Istituto Centrale per il Catalogo Unico: CFIV001275
- LIBRIS: 259263
- SNAC: w6sb442g
- Système universitaire de documentation: 02679537X
- Trove: 1246232
- Virtual International Authority File: 24599845
- WorldCat: E39PBJmpgKcmhDPPGXkRdtpXVC